# Max Hildebrand

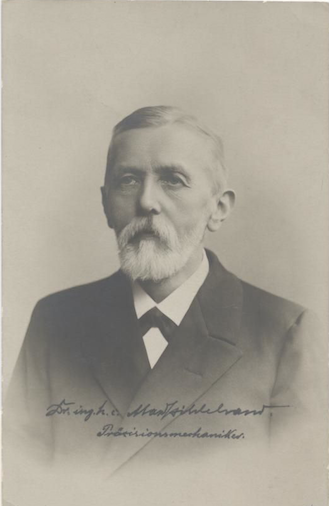
Max Hildebrand (1910)

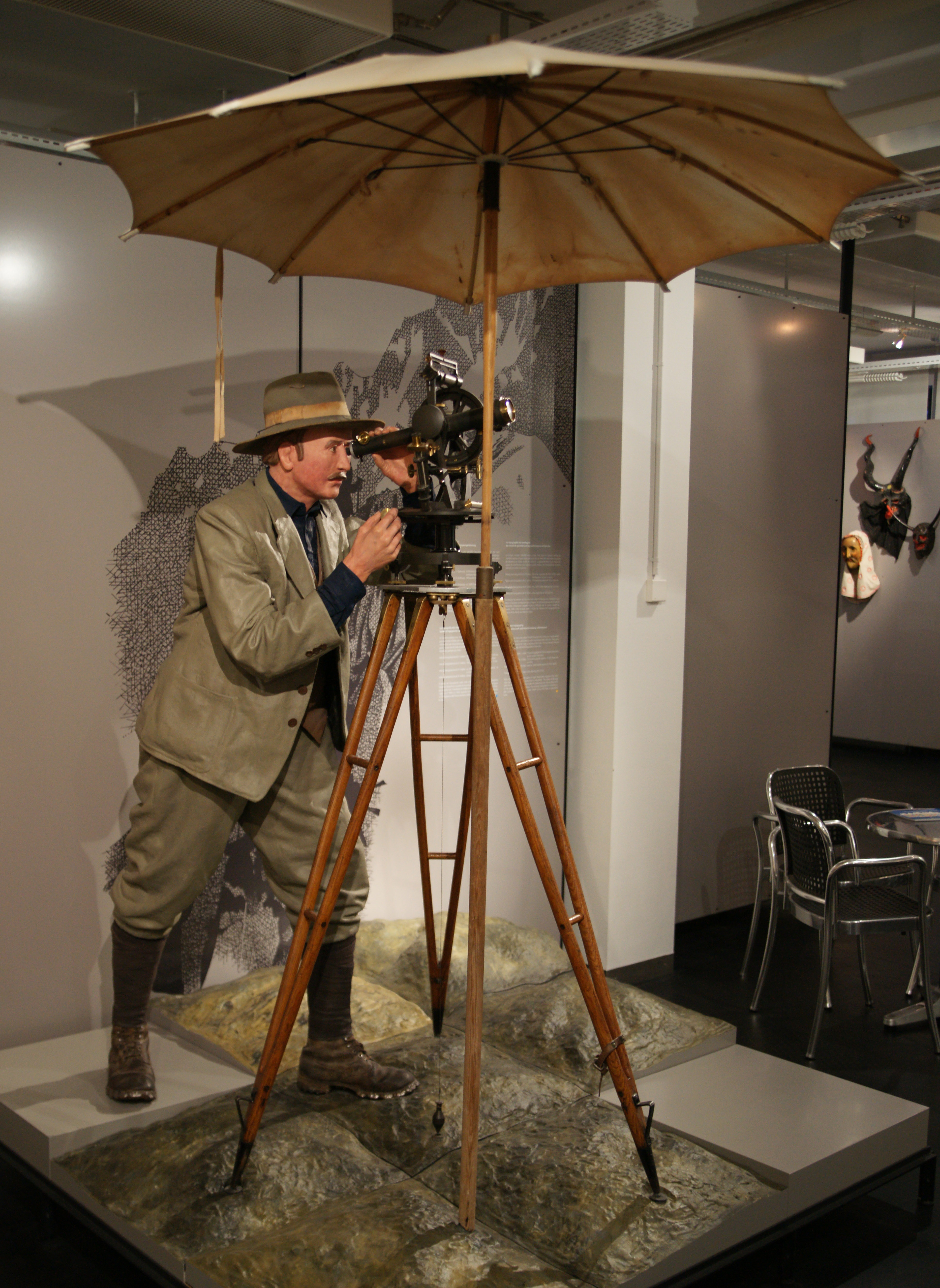
Vermesser in der Schweiz mit einem Hildebrand-Theodolit, 1910–1922 (Diorama)

Max Hildebrand (* 23. Dezember 1839 in Falkenberg; † 26. Juni 1910 in Freiberg) war ein deutscher Feinmechaniker und Unternehmer. Seine Arbeiten führten zu einer Verbesserung der Qualität vieler geodätischer Instrumente und der für ihre Herstellung benutzten Maschinen.

## Leben
Max Hildebrand war ein Sohn des Falkenberger Rittergutsbesitzers und späteren Sorauer Stationsvorstehers Karl Hildebrand und dessen Ehefrau Emma Hildebrand geborene Lemm. Bereits während seiner Zeit in der Vorschule und im Gymnasium in Sorau führte Max Hildebrand technische Basteleien in den Eisenbahnwerkstätten aus. Nach einem Unfall, der ein Bein des Jungen zerschmetterte, besuchte er das Gymnasium in Frankfurt (Oder). Nachdem er eine Lehre als Uhrmacher begonnen hatte, wechselte er zu einem Mechaniker in Berlin. Hier konstruierte und baute er selbständig eine Schiffchennähmaschine und eine verbesserte Drehbank. Nach dem Abschluss seiner Lehre arbeitete Max Hildebrand zuerst als Feinmechaniker bei dem Unternehmen Pistor & Martins in Berlin, später in Paris, wo er seinen Arbeitgeber auf der Weltausstellung 1867 vertrat. Um die Sonnenfinsternis am 18. August 1868 optimal beobachten zu können, schloss er sich einer Expedition nach Siam an. Danach sammelte Hildebrand in England berufliche Erfahrungen, bevor er wieder nach Berlin zurückkehrte, um hier eine eigene Werkstatt zu gründen. Er suchte Kontakte zur Berliner Sternwarte, zur Kaiserlichen Normal-Eichungskommission und zum Generalstab des Militärs.
1873 übersiedelte Max Hildebrand in das sächsische Freiberg; hier wurde er Teilhaber der feinmechanischen Werkstätte August Lingke & Compagnie, später Hildebrand & Schramm. 1873 beteiligte er sich an Beratungen der Generäle Helmuth Johannes Ludwig von Moltke, Otto von Morozowicz und des Direktors der Sternwarte Wilhelm Foerster, die später zur Gründung der Physikalisch-Technischen Reichsanstalt führten. Die an ihn herangetragene Bitte, in Berlin eine Werkstatt zu eröffnen, lehnte er ab. 1895 wurde Hildebrand zum Mitglied des Kuratoriums der Reichsanstalt ernannt. Viele bekannte Feinmechaniker lernten bei Hildebrand.
Max Hildebrands Bruder war der Maler Ernst Hildebrand. Hildebrand war mit Maria Ockel (1842–1908) verheiratet, seine Tochter Charlotte (1880–1953) heiratete den Bergbeamten Karl Spitzner.

## Leistungen
Max Hildebrand verbesserte viele geodätischen und astronomischen Instrumente. Vor allem auf Geräte für das Markscheidewesen richtete sich sein Interesse: 1875 entwickelte den Patent-Markscheider-Repetitions-Theodolit, 1875/1876 konstruierte er eine Vorrichtung zur Aufstellung von Theodoliten und Zielzeichen in Grubenzügen unter Tage, er erfand den Abloter, ein Steilschachtsignal und eine Prüfvorrichtung für das Hängezeug. Ein neuer Libellenprüfer, ein Röhrenkompass und ein Niveauprüfer verließen in den Jahren von 1883 bis 1892 seine Werkstatt. Er führte technische Verbesserungen am Theodolit ein. Er verbesserte seinen Maschinenpark laufend.

## Ehrungen
1909 verliehen ihm die Bergakademie Freiberg und die Technische Hochschule Dresden ihre Ehrendoktorwürden (als Dr.-Ing. E.h.).